# Bahnstrecke Bruck an der Leitha-West–Petronell-Carnuntum
| |                      |                                           |                                           |
| Streckennummer (ÖBB): | 193 01               |                                           |                                           |
| Streckenlänge: | 14,2 km              |                                           |                                           |
| Spurweite: | 1435 mm (Normalspur) |                                           |                                           |
| Streckenklasse: | C3                   |                                           |                                           |
| Maximale Neigung: | 16 ‰                 |                                           |                                           |
| Minimaler Radius: | 196 m                |                                           |                                           |
| Streckengeschwindigkeit: | 40 km/h              |                                           |                                           |
| |                      |                                           |                                           |
| \| \| \| von Wien (Ostbahn) \| \| \| \| −0,667 \| Bruck a.d.Leitha-West \| Bruck a.d.Leitha-West \| \| \| \| nach Hegyeshalom (Ostbahn) \| \| \| \| 0,235 \| Budapester Straße \| Budapester Straße \| \| \| 1,011 \| Anschlussbahn Raiffeisen Lagerhaus \| Anschlussbahn Raiffeisen Lagerhaus \| \| \| 1,400 \| Bruck an der Leitha Lokalbahn \| Bruck an der Leitha Lokalbahn \| \| \| 2,454 \| Anschlussbahn Weindel Logistik \| Anschlussbahn Weindel Logistik \| \| \| 2,568 \| Anschlussbahn L P T \| Anschlussbahn L P T \| \| \| 2,621 \| Anschlussbahn Mars Austria \| Anschlussbahn Mars Austria \| \| \| 3,626 \| ÖBB / NÖVOG \| ÖBB / NÖVOG \| \| \| 3,800 \| Ost Autobahn \| Ost Autobahn \| \| \| 6,400 \| Pachfurth \| Pachfurth \| \| \| 8,135 \| Anschlussbahn Harrach’sche Güterdirektion \| Anschlussbahn Harrach’sche Güterdirektion \| \| \| 8,839 \| Rohrau \| 148 m ü. A. \| \| \| \| von Wien (Pressburger Bahn) \| \| \| \| 13,557 \| Petronell-Carnuntum \| 180 m ü. A. \| \| \| \| nach Hainburg (Pressburger Bahn) \| \| \| \| \| \| \| \| Quellen: [1][2][3][4] \| \| \| \| |                      |                                           |                                           |
| Strecke |                      | von Wien (Ostbahn)                        | von Wien (Ostbahn)                        |
| Dienststation / Betriebs- oder Güterbahnhof | −0,667               | Bruck a.d.Leitha-West                     | Bruck a.d.Leitha-West                     |
| Abzweig geradeaus und nach rechts |                      | nach Hegyeshalom (Ostbahn)                | nach Hegyeshalom (Ostbahn)                |
| Bahnübergang | 0,235                | Budapester Straße                         | Budapester Straße                         |
| Abzweig geradeaus und ehemals nach rechts | 1,011                | Anschlussbahn Raiffeisen Lagerhaus        | Anschlussbahn Raiffeisen Lagerhaus        |
| ehemaliger Haltepunkt / Haltestelle | 1,400                | Bruck an der Leitha Lokalbahn             | Bruck an der Leitha Lokalbahn             |
| Abzweig geradeaus und nach rechts | 2,454                | Anschlussbahn Weindel Logistik            | Anschlussbahn Weindel Logistik            |
| Abzweig geradeaus und ehemals nach links | 2,568                | Anschlussbahn L P T                       | Anschlussbahn L P T                       |
| Abzweig geradeaus und nach rechts | 2,621                | Anschlussbahn Mars Austria                | Anschlussbahn Mars Austria                |
| | 3,626                | ÖBB / NÖVOG                               | ÖBB / NÖVOG                               |
| Brücke (Strecke außer Betrieb) | 3,800                | Ost Autobahn                              | Ost Autobahn                              |
| Haltepunkt / Haltestelle (Strecke außer Betrieb) | 6,400                | Pachfurth                                 | Pachfurth                                 |
| Abzweig geradeaus und von rechts (Strecke außer Betrieb) | 8,135                | Anschlussbahn Harrach’sche Güterdirektion | Anschlussbahn Harrach’sche Güterdirektion |
| Bahnhof (Strecke außer Betrieb) | 8,839                | Rohrau                                    | 148 m ü. A.                               |
| Abzweig ehemals geradeaus und von links |                      | von Wien (Pressburger Bahn)               | von Wien (Pressburger Bahn)               |
| Bahnhof | 13,557               | Petronell-Carnuntum                       | 180 m ü. A.                               |
| Strecke |                      | nach Hainburg (Pressburger Bahn)          | nach Hainburg (Pressburger Bahn)          |
| |                      |                                           |                                           |
| Quellen: |                      |                                           |                                           |

Die Bahnstrecke Bruck an der Leitha-West–Petronell-Carnuntum ist eine 14,2 Kilometer lange, eingleisige, nicht elektrifizierte Nebenbahn in Niederösterreich. Sie verband die Ostbahn und die Pressburger Bahn zwischen Bruck an der Leitha und Petronell-Carnuntum. Heute endet die Strecke ausgehend vom Bahnhof Bruck an der Leitha in km 3,692.

## Geschichte

### Inbetriebnahme
Nachdem die k.k. privilegirte Wien-Raaber Eisenbahn 1846 die Bahnstrecke von Wien bis Bruck an der Leitha in Betrieb nahmen und bis 1856 nach Raab verlängerten, wurde am 1. Oktober 1886 von der Nachfolgegesellschaft Österreichisch-ungarische Staatseisenbahn Gesellschaft (StEG) die Lokalbahn von Bruck an der Leitha nach Petronell zusammen mit dem heute zur Pressburger Bahn zählenden Abschnitt Petronell–Hainburg eröffnet.

### Verkehrsrückgang
Mit 3. März 1952 wurde der Personenverkehr eingestellt.
Ein Teil der Strecke ab km 3,626 wurde im Jahr 2010 von den Österreichischen Bundesbahnen an die Niederösterreichische Verkehrsorganisationsgesellschaft (NÖVOG) verkauft und im selben Jahr am 8. September von km 9,400 bis km 13,400 und am 13. Dezember km 3,626 bis km 9,400 nach § 28 Eisenbahngesetz stillgelegt.
Ab September 2011 wurde der Streckenabschnitt der NÖVOG für Fahrraddraisinen genutzt. Nach Einstellung des Betriebes der Fahrraddraisinen wurden die Gleisanlagen in diesem Streckenabschnitt im Jahr 2019 abgebaut.
2024 existierten noch die Anschlussbahnen Weindel Logistik und Mars Austria an der Strecke, die von den Österreichischen Bundesbahnen bedient werden.

## Streckenbeschreibung
Die Strecke war mit einer Länge von 14,2 km eingleisig ausgebaut und nicht elektrifiziert. Für die Bedienung der Anschlussbahnen im Stadtgebiet von Bruck an der Leitha ist zwischen Bruck an der Leitha-West und dem Streckenende das Gleis vorhanden, während es im weiteren Verlauf bis Petronell-Carnuntum abgebaut wurde. Die Streckenhöchstgeschwindigkeit liegt bei 40 km/h.